# Калина Андрій Якович
Андрій Якович Калина (нар. 21 липня 1987) — український, згодом російський спортсмен-паралімпієць, майстер спорту України міжнародного класу (2003), шестиразовий чемпіон Паралімпійських ігор.
Почав займатися плаванням з 2000 року у секції Донецького центру «Інваспорт». Тренери — Андрій Казначеєв, Світлана Казначеєва. Був багаторазовим чемпіоном України. Входив до національної паралімпійської збірної України, з якою тричі брав учать в Паралімпійських іграх, ставши триразовим паралімпійським чемпіоном, триразовим срібним та бронзовим призером ігор.
У 2013 році перебрався до Росії, але через карантин, обов'язковий при зміні країни, був відсторонений від змагань на 2 роки. З 2015 почав виступи за російську збірну, планував взяти учать в Палімпіаді 2016 року в Ріо-де-Жанейро, але через дискваліфікацію російської збірної через численні антидопінгові порушення, на змагання не потрапив. Займається в школі «Екран» в Санкт-Петербурзі у тренерів Ольги Байдалової і Олександра Миронова.
У 2021 році дебютував за збірну Росії на Паралімпійських іграх в Токіо, здобувши там три золоті нагороди.

## Спортивна діяльність
Срібний призер чемпіонату світу 2002 р. (Аргентина) на дистанції 100 м брасом.
Срібний призер та чемпіон XII літніх Паралімпійських ігор в Афінах з плавання (на дистанціях 200 м комплексне плавання та 100 м брас).
Срібний призер та чемпіон світу 2006 року з плавання (на дистанціях 200 м комплексне плавання та 100 м брас), рекордсмен світу 2006 року серед спортсменів-інвалідів з ураженням опорно-рухового апарату на дистанції 100 м брасом.

## Виступ на XIII Паралімпійських іграх
У 2008 році став чемпіоном XIII Паралімпійських ігор в м. Пекіні (Китай): він здобув золоту нагороду у плаванні на дистанції 100 м брасом, а також срібну нагороду у плаванні на дистанції 200 м комплексом та бронзову нагороду у естафеті 4×100 м. Саме на дистанції 100 м брасом Андрій показав результат 1.07,01 с, що став світовим рекордом. Перший в історії українського паралімпізму на XIII Паралімпіаді Калина Андрій перевершив норматив майстра спорту України серед олімпійців.

## Нагороди
- Повний кавалер ордена «За заслуги»:
  - Орден «За заслуги» I ст. (7 жовтня 2008) — за досягнення високих спортивних результатів на XIII літніх Паралімпійських іграх в Пекіні (Китайська Народна Республіка), виявлені мужність, самовідданість та волю до перемоги, піднесення міжнародного авторитету України[2]
  - Орден «За заслуги» II ст. (19 жовтня 2004) — за досягнення значних спортивних результатів, підготовку чемпіонів та призерів XII літніх Паралімпійських ігор у Афінах, піднесення міжнародного престижу України[3]
  - Орден «За заслуги» III ст. (12 грудня 2003) — за значний особистий внесок у розвиток фізичної культури і спорту серед спортсменів-інвалідів, досягнення високих спортивних результатів, виявлені при цьому мужність, волю і самовідданість[4]
- Орден «За мужність» III ст. (17 вересня 2012) — за досягнення високих спортивних результатів на XIV літніх Паралімпійських іграх у Лондоні, виявлені мужність, самовідданість та волю до перемоги, піднесення міжнародного авторитету України[5]
- нагороджений Почесною Грамотою Кабінету Міністрів України (2008)